# Frans Vink (musicus)
Franciscus Lodewijk (Frans) Vink (Den Haag, 29 januari 1878 – Den Haag, 5 maart 1950) was een Nederlands musicus.
Hij was zoon van Anna Sophia Blom en bureaumedewerker Franciscus Josephus Vink. Hijzelf was zelf tussen 1916 en 1928 getrouwd met zangeres en danseres Johanna Carolina (Carola) Delbeek; hij hertrouwde in 1933 met mezzosopraan en tennisster Elisabeth Hansen (overleden 1958). Zoon Frans Vink uit het eerste huwelijk, was jazzpianist.
Hij ontving een brede opleiding aan het Haags Conservatorium. Hij studeerde er piano, viool en directie. Hij werd dirigent van het door hem opgerichte "Orkestvereeniging Aesthetica", ondertussen altviool spelend in het Residentie Orkest en het Hollands Kwintet. Hij was ook enige tijd dirigent van het Volksuniversiteitsorkest van Rotterdam. Na zijn actieve loopbaan werd hij muziekpedagoog met openbare cursussen, waarin hij zichzelf profileerde als volgeling van Hugo Riemann. Ook gaf hij les aan volksuniversiteiten (Beethoven's leven en werken). In 1929 richtte hij samen met bariton Constant van der Elshoudt een eigen muziekinstituut op: "Vink & Van der Elshoudt". Het instituut, dat bij aanvang 25 leraren had, was gevestigd aan de Groot Hertoginnelaan 97, alwaar ook een concertzaaltje was. 
Hij schreef ook enkele artikelen in tijdschriften, altijd over muziek. Ook publiceerde hij een vingerzettingsysteem voor het klavierspel. Er werd uitgebreid stilgestaan bij zijn zestigste verjaardag in 1938.
Hij overleed 72 jaar oud.